# Chastity
Chastity är en amerikansk långfilm från 1969 i regi av Alessio de Paola, med Cher, Barbara London, Stephen Whittaker och Tom Nolan i rollerna. Filmen skrevs av Sonny Bono. Sonny och Chers dotter föddes samma år och döptes till Chastity Bono.

## Handling
Chastity är en ung rebell som inte riktigt vet vad hon ska göra med sitt liv. 

## Rollista
| Cher              | – Chastity           |
| Barbara London    | – Diana Midnight     |
| Stephen Whittaker | – Eddie              |
| Tom Nolan         | – Tommy              |
| Danny Zapien      | – Pimp               |
| Elmer Valentine   | – First Truck Driver |
| Burke Rhind       | – Salesman           |